# Cabernet d'Anjou

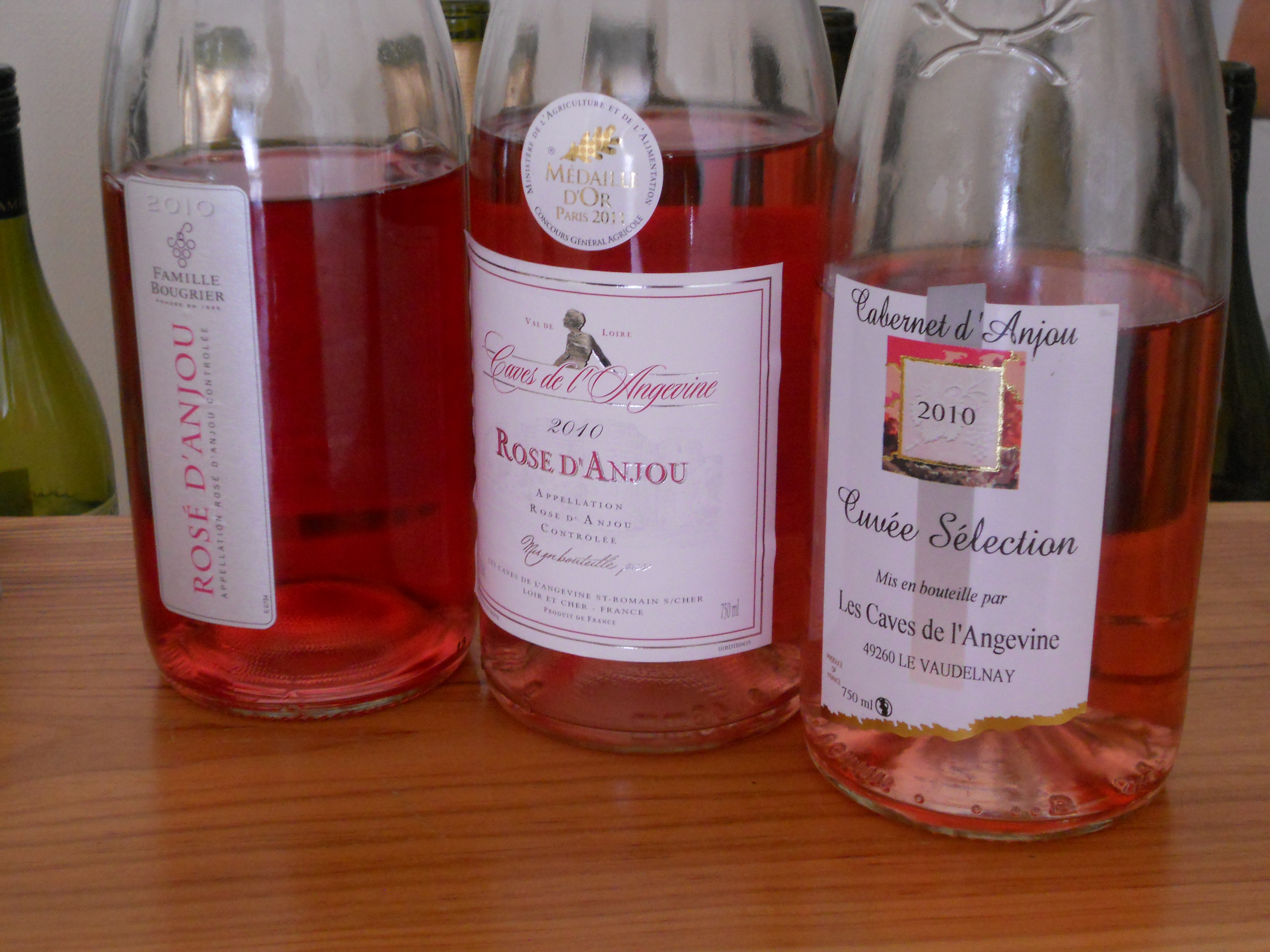
Bouteille de cabernet d'Anjou.

Le cabernet d'Anjou est un vin rosé français d'appellation d'origine contrôlée qui n'autorise comme cépages que le cabernet franc et le cabernet sauvignon.
Cette appellation a été initialement reconnue par un décret du 9 mai 1964.
Elle représente, en volume, la deuxième appellation de rosé en France.

## Terroir
L'aire géographique dans laquelle doivent être assurées la récolte des raisins, la vinification et l'élaboration des vins qui peuvent bénéficier de l'A.O.C. « Cabernet d'Anjou » comprend principalement des communes du département de Maine-et-Loire, au sud d'Angers, plus quatorze communes des Deux-Sèvres, autour de Thouars, et neuf communes de la Vienne.